# Anna Karenyina
Az Anna Karenyina, korábbi fordításaiban Anna Karenina, Karenina Anna, Karenin Anna (oroszul: А́нна Каре́нина) Lev Nyikolajevics Tolsztoj orosz író egyik fő alkotása, orosz realista regény. Az Anna Karenyina névforma és regénycím Gy. Horváth László 2021-es újrafordítása óta használatos.

## Születése és megjelenése
Tolsztoj 1873–1877 között írta meg második nagyregényét, a Háború és béke befejezése után.
Az Anna Karenyina keletkezése előtt történelmi tanulmányokban mélyült el az író, főleg I. Péter kora ragadta meg figyelmét, s foglalkozott e korból származó regény megírásának ötletével. Ugyancsak ebben az időben Puskin művészete is lekötötte, újraolvasta a költő főművét, az Anyegint, és hatott rá egy találkozás Puskin lányával, Maria Alekszandrovna Hartunggal, akiről főhőse külsejét rajzolta meg.
Irodalmi tapasztalatai mellett egy tragikus esemény is felkeltette Tolsztoj érdeklődését: 1872-ben Jasznaja Poljanától nem messze egy asszony tehervonat alá ugrott, mivel szerelmi csalódás érte. Tolsztoj ekkor a baleset színhelyére utazva saját szemével látta a halott, összeroncsolt nőt, ami sokáig nyomasztó élmény maradt emlékezetében.

## Témája
A mű témáját tekintve a nagy, ám a társadalom szemében törvénytelen szerelem rajzát adja. Egy férjes asszony sorsa rajzolódik ki a műből, aki az élet teljessége után vágyakozik. A főhős, Anna Karenyina otthagyja boldogtalan házasságát, és követi fiatal arisztokrata szerelmét, Vronszkijt.

## Műfaja
A szerelmi regény társadalmi regénnyé növekszik. Egyik vezérmotívuma a képmutatás.

## Történet
|  | Alább a cselekmény részletei következnek! |

A mű nyolc részen keresztül meséli el Anna Karenyina életét, amivel párhuzamosan két további család történetét ismerhetjük meg. A három család jól ismeri egymást, a mű pedig Oroszországban játszódik.
Először az Oblonszkij család békés, nyugodt életének felborulásának lehetünk tanúi. A feleség megtudja, hogy férje, Oblonszkij megcsalta őt. A férfi nővéréhez, Anna Karenyinához fordul: arra kéri őt, hogy jöjjön el hozzájuk, s beszéljen Dollyval. Anna segít testvérének, így Dolly hamarosan megbocsát férjének. Közben Levin, Oblonszkij barátja szerelmes lesz Kitty Scserbackaja hercegnőbe, akinek egyébként Vronszkij gróf is udvarol. Kitty kikosarazza Levint, mert abban reménykedik, hogy a jóval gazdagabb Vronszkij gróf kéri majd meg a kezét azon a bálon, amit Moszkvában rendeznek. Anna a moszkvai vasútállomáson találkozik először Vronszkij gróffal.
Anna a bál helyszínére tart – az ismeretség mély nyomott hagy benne. A bál után hazaindul férjéhez és egyetlen fiához. A vonaton ismét összefut Vronszkij gróffal, akitől meg is kérdezi, hogy mi hozta őt is Pétervárra. A válasz egyértelmű: nemcsak Annában hagyott mély nyomott a találkozás, hanem a gróf is mély érzelmeket táplál iránta. Anna soha nem volt boldog házasságában, hiszen szerelem nélkül ment férjhez, a nála húsz évvel idősebb urához. A férje, ahogy Anna is gondolta, derék ember, s a maga szintjén még jelentős személyiség is. 
Innentől kezdve Annáék élete sem lesz egyszerű. Anna és a gróf szerelmi viszonyt kezd, amire Anna férje is hamarosan rájön. Kéri is feleségét, hogy viselkedjen illő módon, mivel nem engedhetik meg maguknak, hogy mindenre fény derüljön – főleg a fiuk miatt. 
Visszatérve Levin történetére megtudjuk, hogy bár először kikosarazta őt Kitty, később mégis összeházasodnak, s nagy nehézségek árán, de fiuk születik.
Anna közben egyre jobban beleszeret a grófba. Teherbe is esik, s végül úgy dönt, hogy Vronszkijjal éli le az életét. Férje semmiképpen sem akar elválni tőle, de abba beleegyezik, hogy külön éljenek. Annának leánya születik, akit Vronszkijjal nevel, kisfia viszont a férjénél marad. 
Hiába telt el több hónap, tette miatt mindenki elítéli – senkinek sem tetszik, hogy férjét és gyermekét a gyönyörért elhagyta. 
Anna úgy érzi, hogy Vronszkij egyre távolodik tőle, talán azért, mert már mást szeret. Elkeseredettségében egyik alkalommal, amikor a férfit várja otthonukban úgy dönt, hogy megleckézteti Vronszkijt. Kétségbeesésében a vonat elé ugrik, távozva az élők sorából. Anna halála után Vronszkij katonatisztként vesz részt a háborúban, s igyekszik túltenni magát a tragédián. Gyermeküket Karenyin neveli tovább.
|  | Itt a vége a cselekmény részletezésének! |

## Szereplők
- Oblonszkij család
  - Sztyepan Arkagyics Oblonszkij herceg (Sztyiva)[2]
  - Darja Alekszandrovna Oblonszkaja hercegné (Dolly; szül. Scserbackaja hercegnő) – Sztyepan A. felesége
  - Mlle. Roland – Sztyepan A. szeretője, a gyerekek nevelőnője
  - Matvej – komornyik
  - Tánya és Grisa – Oblonszkijék gyermekei
  - Matrjona Filimonovna – dajka
- Karenyin család
  - Anna Arkagyjevna Karenyina (szül. Oblonszkaja hercegnő) – a címszereplő, Sztyepan A. húga
  - Alekszej Alekszandrovics Karenyin – Anna férje
  - Szerjozsa – Anna és Karenyin fia
- Vronszkij és családja, ismerősei
  - Alekszej Vronszkij gróf – Anna szeretője
  - Vronszkaja grófné – Vronszkij anyja
  - Petrickij főhadnagy – Vronszkij barátja
  - Kamerovszkij százados – Vronszkij ismerőse
  - Tverszkaja hercegné – Vronszkij unokatestvére
  - Jasvin – Vronszkij barátja
  - Szerpuhovszkij – Vronszkij barátja
  - Anna – Anna és Vronszkij lánya
- Levin és Kitty családja, ismerőseik
  - Konsztantyin Dmitrics Levin – Sztyepan A. barátja
  - Szergej Ivanovics Koznisev – író, Levin féltestvére
  - Nyikolaj Levin – Levin bátyja
  - Marja Nyikolajevna – Nyikolaj élettársa
  - Katyerina Alekszandrovna Scserbackaja hercegnő (Kitty) – Dolly húga, utóbb Levin felesége Katyerina Alekszandrovna Levinova néven
  - Scserbackij herceg – Dolly és Kitty apja, Levin és Sztyepan A. apósa
  - Scserbackaja hercegné – Dolly és Kitty anyja, Levin és Sztyepan A. anyósa
  - Varenyka – Kitty barátnője
  - Mme. Stahl – Varenyka nevelője
  - Nordstone grófnő – Kitty barátnője
- További mellékszereplők
  - Szljugyin – Karenyin főnöke
  - Ligyija Ivanovna grófnő – Karenyin barátnője
  - Mihajlov – festő, Annáról készít portrét Olaszországban

## Magyar fordítások
- gróf Tolstoi Leon: Karenin Anna. Orosz regény, 1–3.; ford. R. Trux Hugóné; Pallas, Bp., 1887 (Pallas-könyvtár)
- Karenina Anna, 1–2.; ford. Ambrozovics Dezső; Révai, Bp., 1905 (Klasszikus regénytár)
- Karenina Anna, 1–4.; ford. Bonkáló Sándor, ifj. Pálóczy Horváth Lajos, sajtó alá rend. Trócsányi Zoltán, bev. Bonkáló Sándor, ill. Semjén Ferenc; Gutenberg, Bp., 1928 (A Gutenberg Könyvkiadó Vállalat könyvei)
- Anna Karenina; ford. Németh László, bev. Barabás Tibor; Új Magyar Könyvkiadó, Bp., 1951
- Anna Karenyina, 1–2.; ford. Gy. Horváth László; Európa Könyvkiadó, Bp., 2021

## Feldolgozások

### Filmváltozatok
- Anna Karenina (1911), rendezte: Maurice Maître
- Anna Karenina (1914), rendezte: Vlagyimir Gargyin
- Anna Karenina (1918), rendezte: Garas Márton
- Anna Karenina (1935), rendezte: Clarence Brown
- Anna Karenina (1948), rendezte: Julien Duvivier
- Anna Karenina (1967), rendezte: Alekszandr Zarhi
- Anna Karenina (1997), rendezte: Bernard Rose
- Anna Karenina (2012), rendezte: Joe Wright
- Anna Karenina (2013), rendezte: Christian Duguay, mini-tévésorozat
- Anna Karenina – Vronszkij története (2017), rendezte: Karen Sahnazarov, filmdráma, mini-tévésorozat